# Ян Сухий
Ян Сухий (чеськ. Jan Suchý; 10 жовтня 1944, Гавличкув-Брод, Височіна, Протекторат Богемії і Моравії — 24 серпня 2021) — чехословацький хокеїст, захисник.
Чемпіон Європи 1971. Член зали слави ІІХФ (2009) та зали слави чеського хокею (2008).

## Клубна кар'єра
Його називали «Боббі Орром європейського хокею». В чемпіонаті Чехословаччини грав за «Дуклу» з Їглави (1963–1979). В сезоні 1968/69 становив рекорд результативності для захисників: 56 очок (30 голів та 26 результативних передач). У одному з матчів того чемпіонату, проти «Чеське Будейовіце», забив п'ять голів та зробив чотири результативні передачі. Восени 1971 року за 47 секунд забив три шайби (дві з них Їржі Голечку). Атакувальний захисник, який гармонічно поєднувався зі своїм партнером Ладіславом Шмідом, капітаном клубу. Разом з першою атакувальною ланкою команди (Їржі Голик, Ян Клапач та Ярослав Голик) вони складали одну з найкращих п'ятірок в історії чехословацького хокею. Всього в лізі Ян Сухий провів 562 матчі та забив 162 голи. Семиразовий чемпіон країни. В 1969 та 1970 роках визнавався найкращим хокеїстом року у Чехословаччині.
Заключні п'ять сезонів провів за кордоном. Грав за австрійські клуби «Штадлау Відень» (1979–1981), «УЕЦ Мьодлінг Відень» (1983–1984) та німецькі — «ВСФ Кауфбойрен» (1981–1982), «ЕФ Ландсберг»(1982–1983).

## Виступи у збірній
У складі національної збірної здобув срібну нагороду на Олімпійських іграх 1968 у Греноблі.
Брав участь у восьми чемпіонатах світу та Європи (1965–1971, 1974). На світових чемпіонатах виграв п'ять срібних (1965, 1966, 1968, 1971, 1974) та дві бронзові (1969, 1970) нагороди. На чемпіонатах Європи — одна золота (1971), чотири срібні (1965, 1966, 1968, 1974) та три бронзові (1967, 1969, 1970) нагороди.
На двох турнірах визнавався найкращим захисником (1969, 1971). Чотири рази поспіль обирався до символічної збірної чемпіонатів світу (1968–1971). На чемпіонатах світу та Олімпійських іграх провів 65 матчів (20 закинутих шайб), а всього у складі збірної Чехословаччини — 44 голи.

## Нагороди та досягнення

### Командні
| Нагороди                 | Команда          | Кіл. | Роки                                     |
| ------------------------ | ---------------- | ---- | ---------------------------------------- |
| Олімпійські ігри         |                  |      |                                          |
| Срібло                   | Чехословаччина   | 1    | 1968                                     |
| Чемпіонат світу          |                  |      |                                          |
| Срібло                   | Чехословаччина   | 5    | 1965, 1966, 1968, 1971, 1974             |
| Бронза                   | Чехословаччина   | 2    | 1969, 1970                               |
| Чемпіонат Європи         |                  |      |                                          |
| Золото                   | Чехословаччина   | 1    | 1971                                     |
| Срібло                   | Чехословаччина   | 4    | 1965, 1966, 1968, 1974                   |
| Бронза                   | Чехословаччина   | 3    | 1967, 1969, 1970                         |
| Чемпіонат Чехословаччини |                  |      |                                          |
| Золото                   | «Дукла» (Їглава) | 7    | 1967, 1968, 1969, 1970, 1971, 1972, 1974 |

### Особисті
| Нагороди                            | Кіл. | Роки                   |
| ----------------------------------- | ---- | ---------------------- |
| Найкращий захисник чемпіонату світу | 2    | 1969, 1971             |
| Символічна збірна чемпіонату світу  | 4    | 1968, 1969, 1970, 1971 |
| Золота ключка                       | 2    | 1969, 1970             |
| Член зали слави ІІХФ                | -    | 2009                   |